# Kerk van de Heilige Martelaren van Gorcum (Den Haag)
De Kerk van de Heilige Martelaren van Gorcum was een kerk in Den Haag, die was gewijd aan de Martelaren van Gorcum.
Er hebben 2 verschillende kerken op de locatie aan de Stadhouderslaan gestaan. De eerste kerk was ontworpen door Nicolaas Molenaar sr. en werd voltooid door in 1928. Dit was het laatste bouwwerk van Molenaar, die in 1930 overleed. De kerk werd al in 1943 door de Duitsers gesloopt, ten behoeve van de aanleg van een tankgracht.
Na de oorlog bouwde Nicolaas Molenaar jr. een nieuwe kerk. In de kerk was een raam met gebrandschilderd glas uit 1887 aanwezig van de hand van glazenier Nicolas uit Roermond. Dit raam is verplaatst naar de Protestantse kerk in Waarder. Het raam was onderdeel van een groter geheel, namelijk het offer van Isaak. De kruiswegstaties zijn overgebracht naar de Bonaventurakerk in Woerden.
De wijding van de kerk aan de Martelaren van Gorcum was een reactie op de vernoeming bij de aanleg van de laatste straten van het overgelegen Statenkwartier naar leiders van de Watergeuzen, zoals Sonoy, Ruychaver en Van Lumey.
Abdijkerk van Loosduinen · 
Allerheiligst Sacramentskerk · 
Anglican Church of St. John and St. Philip · 
Antonius Abtkerk · 
Badkapel · 
Bethelkerk (Scheveningen) · 
Bethlehemkerk · 
Christus Triumfatorkerk · 
Duinoordkerk · 
Duinzichtkerk · 
Eben-Haëzerkerk · 
Onze Lieve Vrouw Onbevlekt Ontvangenkerk · 
Emmauskerk · 
Grote of Sint-Jacobskerk · 
Sint-Jacobus de Meerderekerk  · 
H.H. Engelbewaarderskerk · 
H.H. Jacobus- en Augustinuskerk · 
Hofkapel · 
H. Familiekerk · 
Julianakerk (Transvaalkwartier) · 
Prinses Julianakerk (Scheveningen) · 
Kerk van de H. Martelaren van Gorcum · 
Kerk van Eikenduinen · 
Kloosterkerk · 
Lourdeskapel · 
Lutherse kerk · 
Maranathakerk · 
Nieuwe Badkapel · 
Nieuwe Kerk ·
Onbevlekt Hart van Mariakerk ·
O.L.V. Hemelvaartkerk · 
O.L.V. van Goede Raadkerk · 
Oosterkerk · 
Oude Kerk · 
Paleiskerk · 
Pastoor van Arskerk · 
Pniëlkerk · 
Sint-Agneskerk · 
Sint-Josephkerk (1867) · 
Sint-Josephkerk (1886) · 
Sint-Marthakerk · 
Sint-Paschalis Baylonkerk · 
Sint-Theresia van Lisieuxkerk · 
Sint-Willibrorduskerk · 
Teresia van Avilakerk · 
Vredeskapel · 
Waalse Kerk · 
Wilhelminakerk (1908) · 
Wilhelminakerk (1954) · 
Willemskerk · 
Willibrorduskapel